# 競争る為にだけ生まれてきた訳じゃねぇ
『競争る為にだけ生まれてきた訳じゃねぇ』（はしるためにだけうまれてきたわけじゃねぇ）は、日本のシンガーソングライター・寺岡呼人の15枚目のシングル（寺岡呼人 & Golden Circle of Friends名義）。2003年11月17日にトイズファクトリーより発売された。

## 背景
本作は、寺岡呼人のソロデビュー10周年の記念日に発売されたメモリアルシングルである。表題曲「競争る為にだけ生まれてきた訳じゃねぇ」には、寺岡と親交の深いMr.Childrenの桜井和寿と、自身がプロデュースを務めるゆずが参加している。本作発売日当日である2003年11月17日には、寺岡が主催する音楽イベント『Golden Circle vol.05』が渋谷公会堂で開催され、桜井とゆずも出演し本楽曲が披露された。

## 制作・音楽性
表題曲「競争る為にだけ生まれてきた訳じゃねぇ」は、作詞および編曲を寺岡呼人とMr.Childrenの桜井和寿が、作曲を寺岡が担当。寺岡と桜井の共作は1995年発売のアルバム『GOLDEN CIRCLE』収録曲「これが僕の愉快なヒューマンライフ」以来約8年ぶりとなる。
当初から寺岡のソロデビュー10周年に向けて制作されていたわけではなく、寺岡が前述の音楽イベント『Golden Circle vol.05』への桜井の出演を熱望し「“だったら何か曲ができたらいいな”っていうタイミングのときに、この曲があった」という。出演のオファーをした後、2人で初めて食事に行った際に寺岡がデモテープを渡し作詞を依頼したところ、桜井は1週間もしないうちに第1稿を完成させた。デモテープの段階では寺岡は吉田拓郎を意識していたといい、「“拓郎さんを今のロックバンドがやったらどうなるんだろう?”っていう“仮想”的な感じ」だったと語っている。その吉田拓郎のイメージを受け取った桜井は「たぶん呼人くんは、“言葉がゴロっとメロディに乗るようなもの”にしようということで、僕を作詞家として選んでくれたんだなぁと思って、その感覚は大事にしながら書きました」と振り返っている。桜井はブルース・スプリングスティーンの楽曲「明日なき暴走」のアンサーソングとして発想し歌詞を書いたという。
また、本楽曲ではゆずがコーラスで参加。寺岡が『Golden Circle vol.05』にゆずを呼びたいという話を桜井にしたところ、桜井から送られてきた歌詞に「この部分をゆずのふたりが歌ってる姿が目に浮かびます」という「ひと口メモ」が添えられていたことがきっかけとなっている。

## リリース
通常盤のみの1形態で発売。紙ジャケット仕様となっている。シングルとしては前作『アイラブユー』より約1年半ぶりに発売され、本作も「寺岡呼人 & Golden Circle of Friends」名義となっている。
本作のアートディレクターは藤川コウが担当。

## 収録曲
- 全作曲・プロデュース：寺岡呼人

1. 競争る為にだけ生まれてきた訳じゃねぇ [4:31]
  - 作詞：桜井和寿 / 編曲：寺岡呼人・桜井和寿
2. 酔いどれ天使 [4:42]
  - 作詞・編曲：寺岡呼人
3. ひとんちのキッチンってワカンナイ [2:21]
  - 作詞・編曲：寺岡呼人

## 参加ミュージシャン
- 小田原豊：Drums (#1)
- 松永俊弥：Drums (#2)
- 寺岡呼人：Bass (#1), Electric Guitar (#1), Acoustic Guitar (#2)
- 高水健司：Bass (#2)
- 藤田顕 (PLECTRUM)：Electric Guitar (#1)
- 叶沢信明：Steel Guitar (#2)
- 松本典明：Acoustic Guitar (#3)
- 有田純弘：Banjo (#2), Mandolin (#2)
- 上杉洋史：Acoustic Piano (#1), Hammond Organ (#1)
- 中西康晴：Synthesizer (#2, #3)
- ゆず（北川悠仁・岩沢厚治）：Chorus (#1)
- 向笠高章：Manipulation (#1 - #3)

## 収録アルバム
- 『the great escape』 (#1, #2)
- 『MASTER PIECE』 (#1, #2) - 再レコーディングされている。
- 『MASTER PIECE -maverick- Best of 30 Years』 (#1)